# Roland Varga (cầu thủ bóng đá)
Roland Varga (sinh 23 tháng 1 năm 1990 ở Budapest, Hungary) là một cầu thủ bóng đá Hungary, hiện tại thi đấu cho câu lạc bộ Hungarian League, Ferencváros.

## Sự nghiệp

### Győr
Ngày 19 tháng 1 năm 2012, Varga ký hợp đồng 3,5 năm cùng với câu lạc bộ Hungarian League Győr.

### Ferencváros
Ngày 15 tháng 1 năm 2015, Varga được ký hợp đồng bởi câu lạc bộ Hungarian League Ferencváros.

## Thống kê câu lạc bộ
| Câu lạc bộ          | Mùa giải | Giải vô địch | Giải vô địch | Cúp     | Cúp       | Cúp Liên đoàn | Cúp Liên đoàn | Châu Âu | Châu Âu   | Tổng    | Tổng      |
| Câu lạc bộ          | Mùa giải | Số trận      | Bàn thắng    | Số trận | Bàn thắng | Số trận       | Bàn thắng     | Số trận | Bàn thắng | Số trận | Bàn thắng |
| ------------------- | -------- | ------------ | ------------ | ------- | --------- | ------------- | ------------- | ------- | --------- | ------- | --------- |
| Brescia             |          |              |              |         |           |               |               |         |           |         |           |
| 2009–10             | 1        | 0            | 0            | 0       | –         | –             | –             | –       | 1         | 0       |           |
| Tổng                | 1        | 0            | 0            | 0       | –         | –             | –             | –       | 1         | 0       |           |
| Újpest              |          |              |              |         |           |               |               |         |           |         |           |
| 2009–10             | 12       | 1            | 1            | 0       | 3         | 1             | –             | –       | 16        | 2       |           |
| Tổng                | 12       | 1            | 1            | 0       | 3         | 1             | –             | –       | 16        | 2       |           |
| Foggia              |          |              |              |         |           |               |               |         |           |         |           |
| 2010–11             | 21       | 2            | 0            | 0       | -         | -             | –             | –       | 21        | 2       |           |
| Tổng                | 21       | 2            | 0            | 0       | –         | –             | –             | –       | 21        | 2       |           |
| Győr                |          |              |              |         |           |               |               |         |           |         |           |
| 2011–12             | 9        | 3            | 1            | 0       | 0         | 0             | –             | –       | 10        | 3       |           |
| 2012–13             | 27       | 12           | 4            | 0       | 2         | 0             | –             | –       | 33        | 12      |           |
| 2013–14             | 28       | 4            | 4            | 1       | 5         | 3             | 2             | 0       | 39        | 8       |           |
| 2014–15             | 11       | 1            | 1            | 0       | 0         | 0             | 2             | 0       | 14        | 1       |           |
| Tổng                | 75       | 20           | 10           | 1       | 7         | 3             | 4             | 0       | 96        | 24      |           |
| Ferencváros         |          |              |              |         |           |               |               |         |           |         |           |
| 2014–15             | 13       | 3            | 4            | 2       | 0         | 0             | 0             | 0       | 17        | 5       |           |
| 2015–16             | 30       | 7            | 6            | 2       | –         | –             | 4             | 0       | 40        | 9       |           |
| 2016–17             | 17       | 3            | 6            | 2       | –         | –             | 1             | 0       | 24        | 5       |           |
| 2017–18             | 17       | 13           | 0            | 0       | –         | –             | 3             | 3       | 20        | 16      |           |
| Tổng                | 77       | 26           | 16           | 6       | 0         | 0             | 8             | 3       | 101       | 35      |           |
| Tổng cộng sự nghiệp |          | 186          | 49           | 27      | 7         | 10            | 4             | 12      | 3         | 235     | 63        |

Cập nhật theo các trận đấu đã diễn ra tính đến ngày 9 tháng 12 năm 2017.

## Đội tuyển quốc gia
Varga thi đấu cho Hungary tại vòng chung kết Giải bóng đá U-20 vô địch thế giới 2009 ở Ai Cập.
Ngày 22 tháng 5 năm 2014, Varga đá trận đầu tiên ở Đội tuyển bóng đá quốc gia Hungary và ghi bàn thứ hai trước Đội tuyển bóng đá quốc gia Đan Mạch trong trận giao hữu tại Nagyerdei Stadion ở Debrecen.

### Bàn thắng quốc tế
| Varga – goals for Hungary | Varga – goals for Hungary | Varga – goals for Hungary                | Varga – goals for Hungary | Varga – goals for Hungary | Varga – goals for Hungary | Varga – goals for Hungary |
| #                         | Ngày                      | Địa điểm                                 | Đối thủ                   | Tỉ số                     | Kết quả                   | Giải đấu                  |
| ------------------------- | ------------------------- | ---------------------------------------- | ------------------------- | ------------------------- | ------------------------- | ------------------------- |
| 1.                        | 22 tháng 5 năm 2014       | Nagyerdei Stadion, Debrecen, Hungary     | Đan Mạch                  | 2–1                       | 2–2                       | Friendly                  |
| 2.                        | 7 tháng 6 năm 2014        | Puskás Ferenc Stadion, Budapest, Hungary | Kazakhstan                | 2–0                       | 3–0                       | Friendly                  |

## Danh hiệu
- Giải bóng đá U-20 vô địch thế giới:
  - Hạng ba: 2009

Ferencváros
- Magyar Kupa: 2014–15